# 12. politbyro ústředního výboru Komunistické strany Číny
12. politbyro Ústředního výboru Komunistické strany Číny (čínsky v českém přepisu Čung-kuo Kung-čchan-tang ti-š’-er-ťie Čung-jang Čeng-č’-ťü, pchin-jinem Zhōngguó Gòngchǎndǎng dìshí'èrjiè Zhōngyāng Zhèngzhìjú, znaky 中国共产党第十二届中央政治局) bylo v letech 1982–1987 skupinou zprvu 28, později 22, členů ústředního výboru Komunistické strany Číny, která tvořila užší vedení Komunistické strany Číny. Šest nejvýznamnějších členů politbyra tvořilo nejužší vedení, takzvaný stálý výbor politbyra ústředního výboru Komunistické strany Číny.
12. politbyro bylo zvoleno 13. září 1982 na prvním zasedání 12. ústředního výboru zvoleného na závěr XII. sjezdu KS Číny. Mělo 25 členů a tři kandidáty, z nich osm nových. Stálý výbor politbyra měl pět členů, a sice generálního tajemníka Chu Jao-panga, dále Jie Ťien-jinga, Teng Siao-pchinga, Čao C’-janga, Li Sien-niena a Čchen Jüna. Po stranické konferenci v září 1985 bylo politbyro výrazně omlazeno, když deset jeho členů rezignovalo, včetně Jie Ťien-jinga, a bylo jmenováno šest nových (v tom jeden dosavadní kandidát).
Funkční období 12. politbyra trvalo do XIII. sjezdu KS Číny v říjnu–listopadu 1987.

## Složení politbyra
Jako úřad je uvedeno zaměstnání a funkce vykonávané v době členství v politbyru. Členové stálého výboru jsou uvedeni v pořadí podle významu, ostatní v (čínském) abecedním pořadí. VSLZ a ČLPPS jsou Všečínské shromáždění lidových zástupců a Čínské lidové politické poradní shromáždění.
| Minulé období                                      | Jméno                                            | Rok narození                                  | Úřady a funkce                                               | Úřady a funkce | Úřady a funkce | Další období                                  |
| Minulé období                                      | Jméno                                            | Rok narození                                  | civilní stranické                                            | civilní státní a jiné | vojenské | Další období                                  |
| Členové stálého výboru politbyra od září 1982      | Členové stálého výboru politbyra od září 1982    | Členové stálého výboru politbyra od září 1982 | Členové stálého výboru politbyra od září 1982                | Členové stálého výboru politbyra od září 1982                                                                                                  | Členové stálého výboru politbyra od září 1982 | Členové stálého výboru politbyra od září 1982 |
| -------------------------------------------------- | ------------------------------------------------ | --------------------------------------------- | ------------------------------------------------------------ | --- | --- | --------------------------------------------- |
| 11.                                                | Chu Jao-pang 胡耀邦                              | 1915                                          | generální tajemník ÚV (do ledna 1987)                        | | | 13.                                           |
| 8., 9., 10., 11.                                   | Jie Ťien-jing 叶剑英 (rezignoval v září 1985)    | 1897                                          |                                                              | předseda stálého výboru VSLZ (do června 1983)                                                                                                  | maršál, místopředseda Ústřední vojenské komise KS Číny (do září 1985), místopředseda Ústřední vojenské komise ČLR (červen 1983 – září 1985)                              | –                                             |
| 7., 8., 10., 11.                                   | Teng Siao-pching 邓小平                          | 1904                                          | předseda Ústřední poradní komise                             | předseda celostátního výboru ČLPPS (do června 1983)                                                                                            | předseda Ústřední vojenské komise KS Číny, předseda Ústřední vojenské komise ČLR (od června 1983)                                                                        | –                                             |
| 11.                                                | Čao C’-jang 赵紫阳                               | 1919                                          | (úřadující) generální tajemník ÚV (od ledna 1987)            | předseda Státní rady, místopředseda celostátního výboru ČLPPS (do června 1983)                                                                 | | 13.                                           |
| 8., 9., 10., 11.                                   | Li Sien-nien 李先念                              | 1909                                          |                                                              | místopředseda Státní rady (do června 1983), prezident (od června 1983)                                                                         | | –                                             |
| 7., 8., 11.                                        | Čchen Jün 陈云                                   | 1905                                          | tajemník Ústřední komise pro kontrolu disciplíny             | | | –                                             |
| Členové politbyra od září 1982                     |                                                  |                                               |                                                              | | |                                               |
| –                                                  | Wan Li 万里                                      | 1916                                          | tajemník ÚV                                                  | (první) místopředseda Státní rady | | 13.                                           |
| –                                                  | Si Čung-sün 习仲勋                               | 1913                                          | tajemník ÚV (do září 1985)                                   | místopředseda stálého výboru VSLZ (do března 1983)                                                                                             | | –                                             |
| 11.                                                | Wang Čen 王震 (rezignoval v září 1985)           | 1908                                          | ředitel Ústřední stranické školy                             | | generálplukovník | –                                             |
| 10., 11.                                           | Wej Kuo-čching 王震 (rezignoval v září 1985)     | 1913                                          |                                                              | místopředseda stálého výboru VSLZ, místopředseda celostátního výboru ČLPPS (do června 1983)                                                    | generálplukovník | –                                             |
| 8., 11.                                            | Ulanfu (rezignoval v září 1985)                  | 1907                                          |                                                              | místopředseda stálého výboru VSLZ (do června 1983), místopředseda celostátního výboru ČLPPS (do června 1983), viceprezident (od června 1983)   | generálplukovník | –                                             |
| 11.                                                | Fang I 方毅                                      | 1916                                          |                                                              | státní poradce Státní rady, předseda Státní komise pro vědu a technologii (do září 1984)                                                       | | –                                             |
| 11.                                                | Teng Jing-čchao 邓颖超 (rezignovala v září 1985) | 1904                                          |                                                              | místopředsedkyně stálého výboru VSLZ (do června 1983), předsedkyně celostátního výboru ČLPPS (od června 1983)                                  | | –                                             |
| 9., 10., 11.                                       | Li Te-šeng 李德生 (rezignoval v září 1985)       | 1916                                          |                                                              | | generálmajor, velitel šenjangského vojenského okruhu (do června 1985), politický komisař Univerzity národní obrany (od června 1985)                                      | –                                             |
| –                                                  | Jang Šang-kchun 杨尚昆                           | 1907                                          |                                                              | generální sekretář a místopředseda stálého výboru VSLZ (do června 1983)                                                                        | výkonný místopředseda Ústřední vojenské komise KS Číny, generální sekretář Ústřední vojenské komise KS Číny, místopředseda Ústřední vojenské komise ČLR (od června 1983) | 13.                                           |
| –                                                  | Jang Te-č’ 杨得志                                | 1911                                          |                                                              | | generálplukovník, zástupce generálního sekretáře Ústřední vojenské komise KS Číny, náčelník generálního štábu, člen Ústřední vojenské komise ČLR (od června 1983)        | –                                             |
| 11.                                                | Jü Čchiou-li 余秋里                              | 1914                                          | tajemník ÚV                                                  | | generálporučík, zástupce generálního sekretáře Ústřední vojenské komise KS Číny, náčelník Hlavní politické správy, člen Ústřední vojenské komise ČLR (od června 1983)    | –                                             |
| 8.                                                 | Sung Žen-čchiung 宋任穷 (rezignoval v září 1985) | 1909                                          | vedoucí organizačního oddělení (do února 1983)               | | generálplukovník | –                                             |
| 11.                                                | Čang Tching-fa 张廷发 (rezignoval v září 1985)   | 1918                                          |                                                              | | generálmajor, velitel letectva (do července 1985) | –                                             |
| –                                                  | Chu Čchiao-mu 胡乔木                             | 1912                                          | odpovídal za ideologii a kulturu                             | | | –                                             |
| 8., 11.                                            | Nie Žung-čen 聂荣臻 (rezignoval v září 1985)     | 1899                                          |                                                              | místopředseda stálého výboru VSLZ (do června 1983)                                                                                             | maršál, místopředseda Ústřední vojenské komise KS Číny, místopředseda Ústřední vojenské komise ČLR (od června 1983)                                                      | –                                             |
| 10., 11.                                           | Ni Č’-fu 倪志福                                  | 1933                                          | tajemník tchienťinského městského výboru (od října 1984)     | předseda Všečínské federace odborů | | –                                             |
| 8., 11.                                            | Sü Siang-čchien 徐向前 (rezignoval v září 1985)  | 1901                                          |                                                              | | maršál, místopředseda Ústřední vojenské komise KS Číny, místopředseda Ústřední vojenské komise ČLR (od června 1983)                                                      |                                               |
| 7., 8., 11.                                        | Pcheng Čen 彭真                                  | 1902                                          | tajemník ústřední politické a právní komise (do května 1983) | místopředseda stálého výboru VSLZ (do června 1983), předseda stálého výboru VSLZ (od června 1983)                                              | | –                                             |
| –                                                  | Liao Čcheng-č’ 廖承志 (zemřel v červnu 1983)     | 1908                                          |                                                              | ředitel Úřadu pro Hongkong a Macao, ředitel Úřadu pro zámořské Číňany                                                                          | | –                                             |
| Členové politbyra od září 1985                     |                                                  |                                               |                                                              | | |                                               |
| –                                                  | Tchien Ťi-jün 田纪云                             | 1929                                          | tajemník ÚV                                                  | místopředseda Státní rady | | 13., 14., 15.                                 |
| –                                                  | Čchiao Š’ 乔石                                   | 1924                                          | tajemník ÚV, tajemník ústřední politické a právní komise     | | | 13., 14.                                      |
| –                                                  | Li Pcheng 李鹏                                   | 1928                                          | tajemník ÚV                                                  | místopředseda Státní rady | | 13., 14., 15.                                 |
| –                                                  | Wu Süe-čchien 吴学谦                             | 1921                                          |                                                              | státní poradce Státní rady, ministr zahraničí                                                                                                  | | 13.                                           |
| –                                                  | Chu Čchi-li 胡啟立                               | 1929                                          | tajemník ÚV                                                  | | | 13.                                           |
| Kandidát politbyra od září 1982, člen od září 1985 |                                                  |                                               |                                                              | | |                                               |
| –                                                  | Jao I-lin 姚依林                                 | 1917                                          | tajemník ÚV (do září 1985)                                   | místopředseda Státní rady | | 13.                                           |
| Kandidáti politbyra od září 1982                   |                                                  |                                               |                                                              | | |                                               |
| –                                                  | Čchin Ťi-wej 秦基偉                              | 1914                                          |                                                              | | generálporučík, velitel Pekingského vojenského okruhu | 13.                                           |
| 11.                                                | Čchen Mu-chua 陈慕华                             | 1921                                          |                                                              | státní poradkyně Státní rady, ministryně zahraničních ekonomických vztahů a obchodu (do března 1985), guvernérka Státní banky (od března 1985) | | –                                             |